# Dreiggedrag

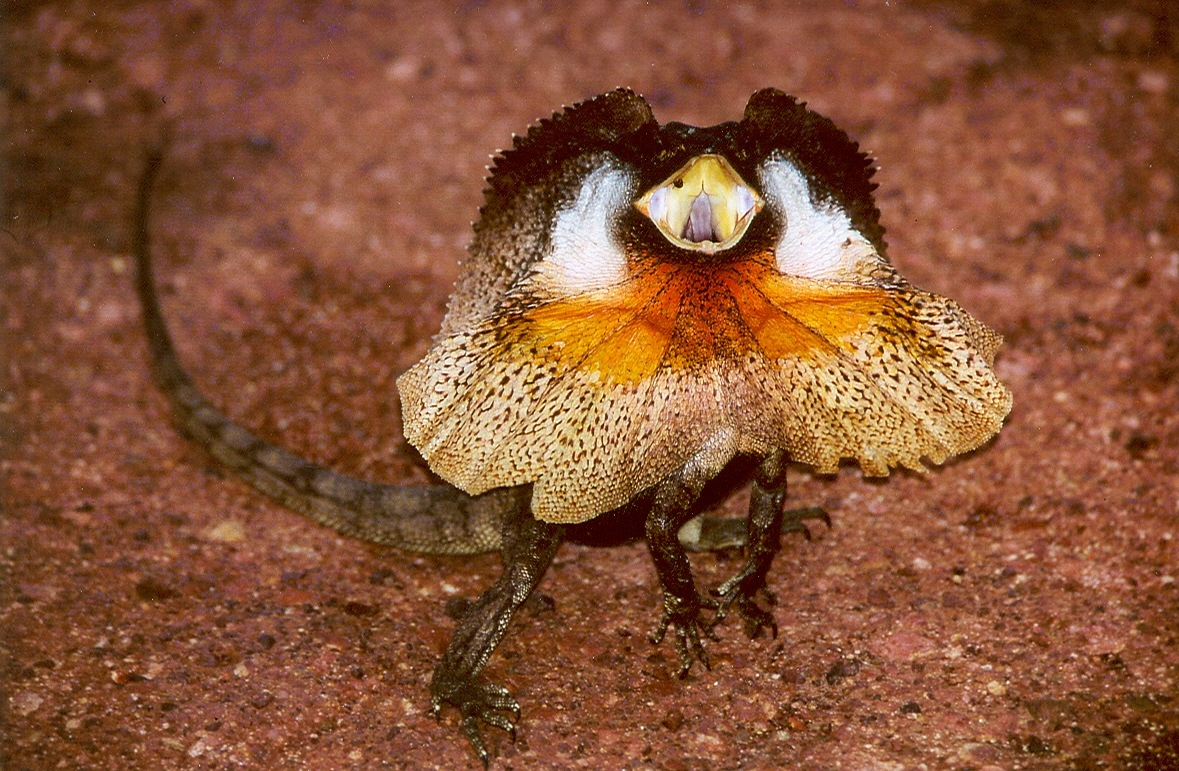
Een dreigende kraaghagedis spert zijn bek open, waarbij automatisch de imponerende kraag wordt opgezet

Dreiggedrag is een aanvallende verdedigingshouding die dieren tonen bij een confrontatie met een vijand of concurrent. Vaak is bluf een belangrijk onderdeel van deze vorm van expressiegedrag, zoals het opzetten van het postuur, het openen van de bek of het produceren van sissende of grommende geluiden. 